# Réserve naturelle de l'embouchure de Reisa
La réserve naturelle de l'embouchure de Reisa est une réserve naturelle norvégienne et site ramsar à l'embouchure de la rivière Reisa dans la commune de Nordreisa dans le comté de Troms. La réserve a été créée en 1995 afin « de préserver un grand delta où se trouve l'une des trois plus précieuses prairie de plage de la Norvège du nord-est, et où un certain nombre d'oiseaux des marais sont observés durant les périodes de migration ».
L'embouchure de la rivière, là où elle s'écoule dans le fjord Reisafjorden, est un delta avec prairies de plage, pré salé, eaux saumâtres. La végétation est à la fois arctique et sub-arctique. L'embouchure est riche en coquillages et crustacés mais l'on compte également beaucoup d'échassiers, de harle bièvre, harle huppé, canard, échassiers et de sternes. Les prairies de plages font l'objet d'une protection internationale en raison de leur importance.